# Dispositivo de saída
Dispositivo de saída são dispositivos que exibem dados e informações processadas pelo computador, também chamados de unidades de saída (no inglês input/output - entrada/saída). Por outras palavras, permitem a comunicação no sentido do computador para o utilizador. Exemplos: projetor de vídeo, impressora e monitor.